# Palazzo Oddo
Palazzo Oddo comprende il palazzo e la torre storici situati nel cuore del centro storico di Albenga, che, come tutti i palazzi che lo circondano, è oggi testimonianza delle varie evoluzioni subite nei secoli. Fino al 1955 fu sede del Collegio Oddi, che venne realizzato nel 1623 su un lascito di Gio Maria Oddi, dottore in legge. È oggi sede della Palazzo Oddo s.r.l., società a totale capitale pubblico che si occupa di creare e gestire le manifestazioni culturali di Albenga.

## Storia
Nel 1623 l'albenganese Gio Maria Oddi fu Stefano, dottore in diritto civile e canonico, decide di lasciare in eredità la sua casa e una parte dei suoi beni per la creazione di un collegio e di una scuola superiore, per permettere agli ingauni di accedere all'università senza trasferirsi fuori città. L'atto notarile venne ricevuto dal notaio Giovan Battista Costa il 27 dicembre 1623, comprendeva inoltre una somma per l'Ospedale ed alle giovani povere della città, per le quali volle che venisse fondato a sue spese un monastero. Questa prima istituzione era gratuita e riservata a solo dodici ingauni privi dei mezzi per permettersi di studiare. Prima di mancare, Giò Maria acquisto la casa accanto alla sua collegandole. Il Comune di Albenga si inserirà nel 1628, ampliando il progetto e aprendo le lezioni a più cittadini e anche a forestieri, che parteciperanno in gran numero, costringendo così il Comune a prendere in affitto altre due case vicine. Per una clausola presente sul testamento, viene costruito sulla piazzetta di fronte al collegio una chiesa dedicata a San Carlo Borromeo, patrono dei seminaristi. La piccola chiesa venne collegata al collegio tramite un arco. Nei secoli successivi vengono acquistate prima le case in affitto e infine il palazzo e la torre della famiglia Lamberti; con quest'ultimo acquisto il collegio occupa tutto un isolato.
Nel 1629 viene affidata la direzione del collegio ai padri somaschi berrettanti, che però vennero privati della licenza, anche di officiare nella chiesa di San Carlo Borromeo, venendo espulsi dalla città di Albenga nel 1664. La direzione passò al clero secolare che la tenne fino al 1772 quando il Comune di Albenga volle che il collegio passasse sotto l'ordine dei fratelli delle scuole pie. Nel 1797 passò sotto i Savoia che lo fecero diventare un Regio Collegio e successivamente un Regio ginnasio.
Nel 1842, un architetto si vide assegnare il compito di unificare internamente ed esternamente le strutture di proprietà del Collegio Oddi. È questo l'intervento che più di tutti segna questo palazzo, infatti la facciata principale venne resa continua, con la parte più bassa resa monumentale grazie all'uso di un bugnato più sporgente e grezzo, mentre le finestre vengono allineate. Gli interni vengono collegati, ma essendo l'edificio su più livelli spesso dentro si hanno delle rampe o delle piccole gradinate per permettere il collegamento tra i vari livelli dell'edificio. Il palazzo si articola su tre piani, il piano terra viene adibito alle aule, il primo piano ad aule studio, convitto, refettorio e cucina; il secondo piano il dormitorio per gli studenti forestieri.
Con l'Unità d'Italia, il collegio ospiterà le scuole elementari e il Regio ginnasio. Nel 1952 viene inserito nel complesso un asilo infantile e nel XX secolo viene inserita anche la scuola tecnica. La direzione del collegio era affidata ad un prete proposto dall'amministrazione civica e nominato direttamente dal Ministero della Pubblica Istruzione.
Il collegio Oddi mantiene le scuole e il convitto fino al 1940 quando tutte le scuole vengono trasferite nel nuovo complesso di via Dante Alighieri su un lascito di un albenganese, Tomaso Paccini, che fuori dalle mura decide che Albenga deve avere una scuola moderna. Tuttavia il convitto rimarrà attivo fino al 1955, altre stanze vennero usate in alcune occasioni per fini bibliotecari o come aule scolastiche. Il comune di Albenga decide di acquistarlo nel 1979 per dargli nuova vita, ma solo nel 2006 i lavori vengono terminati e il comune fonda una società con il compito di gestire la struttura. Nel 2009 la Palazzo Oddo s.r.l. viene trasformata in Fondazione Gian Maria Oddi. Dal 2013 è proseguito il recupero alla vita dell'intera struttura, oltre all'aumento di servizi per il pubblico, parte delle sale del piano terra sono state adibite a locale di ristorazione mentre in alcune stanze dell'attico è stato aperto un Bed and breakfast.

### I corsi
I convittori seguivano i corsi del ginnasio, alcuni dei quali erano aperti anche agli esterni. Tra le materie figuravano tre ore a settimana di francese e tre di calligrafia. Chi lo desiderasse, poteva anche seguire corsi di belle arti, musica, pittura e ballo. In compenso i convittori sopra i quindici anni, potevano seguire dei corsi di addestramento militare nei giorni di vacanza. I corsi per i bisognosi e i capaci erano gratuiti, ma per gli altri la tassa era di 35 lire, che comprendevano: vitto, lumi, lingeria da tavola, servizio a tavola e in camera. Nel 1852, con l'Unità d'Italia, i collegiali potevano indossare la divisa della guardia nazionale durante le loro uscite. I libri che si potevano leggere dovevano prima essere approvati dal rettore, se qualche ragazzo voleva qualche cosa in più questa aveva un costo aggiuntivo; le regole erano severissime, se un dipendente faceva compere per un ragazzo senza l'approvazione del Rettore, questi poteva anche essere licenziato.

## La struttura

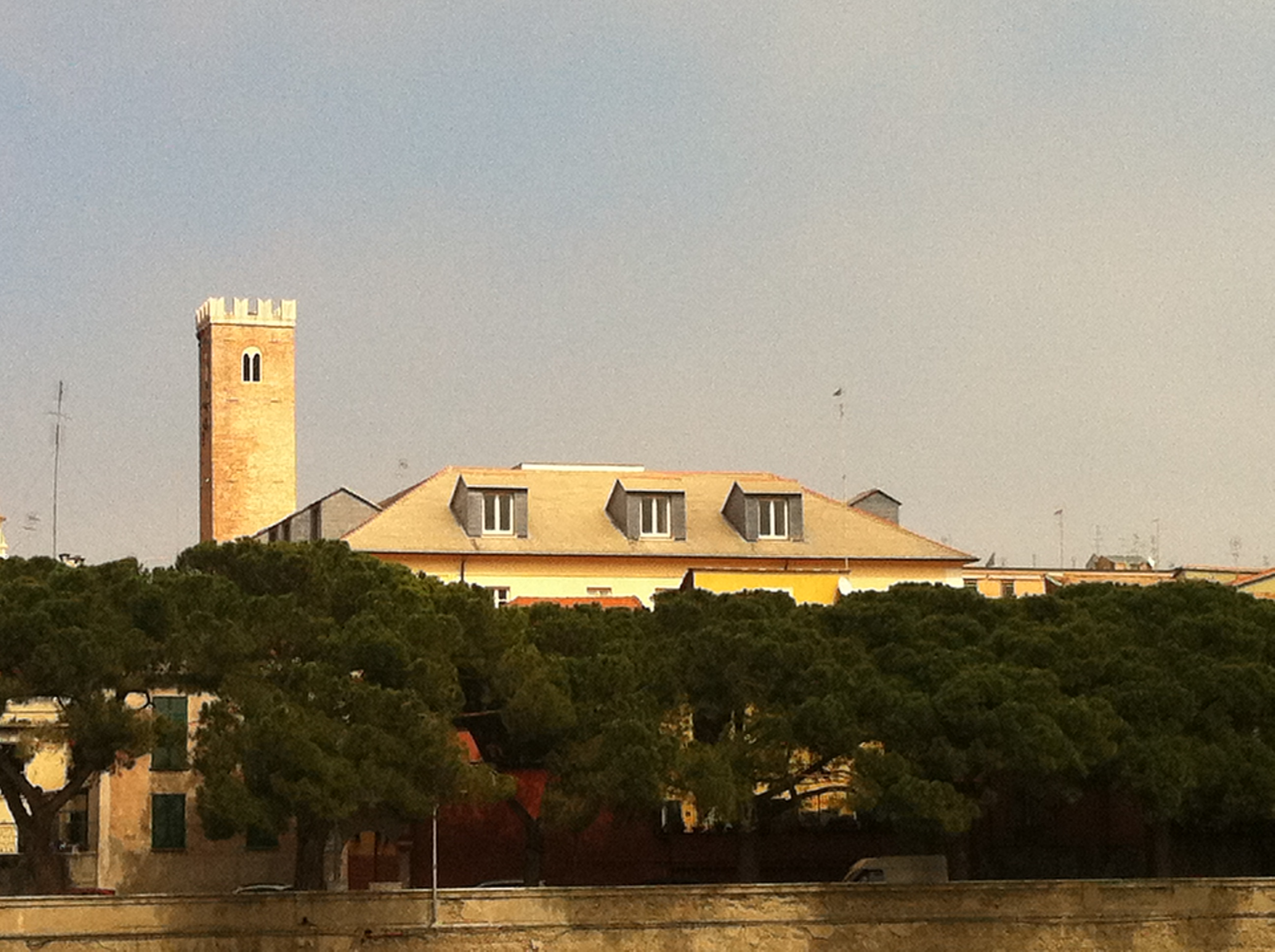
Veduta del tetto di palazzo Oddo con la torre

La torre è di epoca medievale e si conserva ancora intatta, compresa la sua sommità con la merlatura ghibellina; ha una particolarità rispetto alle altre torri, infatti è dipinta fino alla sommità. La parte bassa è stata inglobata nell'intervento di riqualificazione della facciata nel XIX secolo.
Attualmente la struttura si articola su cinque piani, dopo il recupero del sotto tetto. È un intero isolato nel Centro storico di Albenga, con l'entrata principale in Via Roma. Ospita il museo di arredi funebri d'età romana, il piatto blu, la biblioteca civica Simonetta Comanedi, il fondo don Antonio Balletto di 30 000 volumi, ed il terzo piano è destinato ad ospitare mostre e qui c'è una sala riunioni da 15 posti. La chiesa di San Carlo venne sconsacrata e recentemente convertita ad auditorium. All'ultimo piano ci sono uffici ed una sala musica.

## La Biblioteca
Al secondo piano di Palazzo Oddo è presente la biblioteca civica Simonetta Comanedi che ospita parte del fondo Don Balletto. Già nel 1934 si sa che al piano nobile dell'allora collegio Oddi veniva ospitata la biblioteca, grazie a una firma dell'allora Podestà Luigi Costa. Negli anni '60 veniva trasferita presso la sede di Via Enrico d'Aste, con la chiusura successiva del Palazzo che veniva poi abbandonato per diversi decenni. Solo nel 2009, con l'ultimazione della ristrutturazione, l'amministrazione comunale spostò la biblioteca nella sua antica sede di Palazzo Oddo.

### Simonetta Comanedi
Simonetta Comanedi era una biologa morta prematuramente a 25 anni. Il padre devolse parte della sua fortuna a favore della conoscenza, per permettere di aprire scuole e biblioteche. A Cisano sul Neva, dove grazie al contributo del Comanedi vennero realizzate la scuola e il giardino pubblico, gli sono stati dedicati i giardini d'infanzia, dove è stata posizionata anche la statua raffigurante Simonetta realizzata dal padre, che prima era al cimitero. Nel 2002 l'amministrazione comunale di Albenga gli intitolò la biblioteca civica.

### Il fondo Don Balletto
La Biblioteca Ingauna conserva un fondo di 25 000 volumi, tra le quali molte prime edizioni, lasciate in eredità da don Antonio Balletto. La figura di don Balletto, uomo, sacerdote ed editore di grande spessore culturale e umano, si colloca soprattutto fra Genova e Albenga. La biblioteca raccolta nella vita da Antonio Balletto è una raccolta di libri e periodici (circa 26000 volumi), di contenuto prevalentemente filosofico-religioso, ma anche artistico, letterario, sociologico, storico, ecc.), che è cresciuto nel corso degli anni.

#### Don Antonio Balletto
Don Antonio Balletto (Genova 1930-2008) era un sacerdote, professore, editore, politico, che trovò in Albenga un luogo di ritiro e meditazione. Nel marzo 2009, il fondo librario di don Balletto viene donato alla Biblioteca Comunale “Simonetta Comanedi” di Albenga.

## Le mostre
La struttura ospita al terzo piano degli ambienti con mostre temporanee, che si susseguono durante tutto l'anno. Al primo piano è presente l'esposizione Magiche trasparenze, i vetri dell'antica Albingaunum.

### Magiche trasparenze
Con la costruzione del Ponte rosso e gli scavi a Pontelungo sono state scoperte una serie di tombe che hanno portato alla scoperta di circa 200 pezzi di vetro lavorato di epoca che va dal I secolo al III secolo. Il nome dell'esposizione nasce dal riflessione fatta sul procedimento di realizzazione dei vetri, con il quale un materiale opaco come la silice diventa trasparente e traslucido. Gli oggetti trovati non sono solo quelli semplici creati dai maestri locali, ma si sono scoperti pezzi proveniente dal Medio Oriente e dall'Antico Egitto, che ha portato gli storici a valutare l'importanza commerciale di Albenga nell'epoca romana. La collocazione degli oggetti e il percorso con il quale questi vengono esposti è basato sull'utilizzo originario degli oggetti, dalla cucina alla cosmesi. La mostra presenta anche due corredi funebri completi. La mostra è stata curata da Bruno Massabò ed è passata per Roma con sede a Palazzo Altemps, a Rovigo, a Genova, ad Aquileia e a Vicenza.
Le scoperte di questi materiali avvennero tra il 1996 nella necropoli del Monte (13 tombe databili tra il I e il III secolo d.C.) e il 1998 nella tomba scoperta in Viale Pontelungo contenente il Piatto Blu. Parte del materiale proviene dai reperti vitrei dagli scavi degli anni 55-56 condotti all'interno delle mura cittadini e quelli extra moenia dell'inverno 1970-71 entrambi realizzati da Nino Lamboglia, che gli permisero di analizzare la stratigrafia dell'antica Albingunum grazie alla costruzione del nuovo ospedale, oppure con lo scavo del campus fuori dalla cinta muraria. La presenza di vetri colati a stampo monocromi è di una classe piuttosto omogenea con forme piuttosto ripetitive derivanti dalla ceramica areatina e dalle argenterie di età giulio-claudia; la produzione avveniva nella parte nord occidentale dell'Impero. Ad Albenga sono presenti due coppe monocrome traslucide ed opache di colore verde e turchese di forme Isings 1 e 20, le coppe-pissidi Isings 22 in vetro opaco color verde scuro ed in vetro traslucido nella caratteristica tonalità verde smeraldo; due balsamari di cui è conservato tratto del collo e della spalla in vetro traslucido color blu pavone con sottili incisioni alla base del collo.

### Il piatto blu
Il colore è il blu cobalto e in mezzo sono presenti due putti danzanti in onore del dio del Vino, Bacco. Il putto alato regge una siringa, una strumento musicale a sei canne, e un pedum, un bastone da pastore; l'altro putto ha sulla spalla una sacca, un otre di vino e in mano un tirso. La simbologia di questi due elementi rimanda chiaramente all'ebrezza e al nettare degli dei. L'elevato livello di lavorazione del piatto è da ricondursi alla scuola di Alessandria d'Egitto; dopo essere stato colato è stato molato e levigato, infine è stato rifinito a mano. I due putti sembrano in altorilievo mentre è solo un effetto dato dal chiaroscuro; il vetro accentua le movenze e le trasparenze delle due figure.
L'importanza di questo manufatto è dovuta al fatto che nelle storia non sono mai stati ritrovati degli oggetti vitrei risalenti al II secolo di tale fattura, infatti i precedenti vetri intagliati con figure disegnate che sono stati ritrovati sono solo del III secolo. Alcuni vetri di simile fattura sono stati tuttavia ritrovati nel palazzo reale di Begram, in Afghanistan. La certezza dell'epoca è data dall'analisi al radiocarbonio sulle ceneri del corpo che è stato ritrovato nella tomba assieme al piatto, più precisamente le ceneri risalivano all'inizio del II secolo. Nella tomba erano presenti le ceneri del defunto e della pira funebre com'era uso all'epoca. A quel tempo era poco diffuso l'uso del vetro, perché poco conosciuta la sua lavorazione, quindi accessibile solo alla classi più abbienti; un oggetto di così tale fattura era sicuramente uno status symbol.
(M. Mattei sul piatto blu)
Dopo un lungo periodo di esposizione nelle sale di Palazzo Oddo ad Albenga, il piatto blu è tornato a Roma per l'esposizione Vetri a Roma, mostra dedicata ai vetri della Roma antica. La mostra si è tenuta presso la Curia Iulia nel Foro Romano fino al 16 settembre 2012. La mostra era curata da Maddalena Cima e Maria Antonietta Tomei, ed il piatto blu era messo in fondo assieme alle insegne di Massenzio..
Attualmente il Piatto Blu è esposto nel museo all'interno di Palazzo Oddo nella mostra ‘’Magiche Trasparenze’’.